# 鸡爪大黄
鸡爪大黄（学名：Rheum tanguticum），为蓼科大黄属下的一个植物种。